# Parafia św. Stanisława Biskupa i Męczennika w Parciakach
Parafia pw. Świętego Stanisława Biskupa i Męczennika w Parciakach – parafia rzymskokatolicka należąca do dekanatu Chorzele, diecezji łomżyńskiej, metropolii białostockiej. Erygowana w 1912. Jest prowadzona przez księży diecezjalnych.

## Historia
W 1905 chęć zakupu drewnianego kościoła z Czarni zgłosiły wsie Olszewka i Parciaki. Mieszkańcy tej drugiej sfinansowali transakcję i przewieźli kościół w częściach do Parciak. Stało się to przyczyną wieloletniego konfliktu społeczności Olszewki i Parciak.
Dekretem biskupa płockiego Antoniego Juliana Nowowiejskiego z 15 lipca 1907 w Parciakach powstał ośrodek duszpasterski jako filia parafii Baranowo. Tworzyły go: Żelazna Rządowa i Żelazna Prywatna z parafii Chorzele oraz Parciaki i Dynak z parafii Baranowo. Od 1912 Parciaki określa się w dokumentach mianem parafii i ten rok przyjmuje się za jej powstanie.
W 1908 ks. Wacław Żebrowski bezskutecznie próbował wprowadzić w Parciakach mariawityzm.
W 1918 do parafii Parciaki przyłączono wieś Olszewka. W 1922 powstał tam drewniany kościół, który do 1980 był kaplicą w parafii Parciaki obsługiwaną przez proboszcza z Parciak. W 1959 w Olszewce na stałe zamieszkał kapłan. Od 1980 Olszewka jest samodzielną parafią.
W okresie międzywojennym w parafii działały organizacje religijne: III Zakon św. Franciszka, koła Żywego Różańca, Bractwo Różańcowe, Katolickie Stowarzyszenie Młodzieży Męskiej i Katolickie Stowarzyszenie Młodzieży Żeńskiej.
W czasie II wojny światowej w Parciakach mieszkał wysiedlony z Duczymina proboszcz ks. Antoni Broszkiewicz.
Wizytacje biskupie w Parciakach przeprowadzono w latach: 1926 (Antoni Julian Nowowiejski), 1935 (Leon Wetmański).
Bullą Totus Tuus Poloniae populus papieża Jana Pawła II z dniem 25 marca 1992 parafia Parciaki została wyłączona z dekanatu przasnyskiego w diecezji płockiej i włączona do dekanatu chorzelskiego w diecezji łomżyńskiej. 
Odpusty w parafii to wspomnienie św. Stanisława 8 maja i uroczystość Matki Bożej Częstochowskiej 26 sierpnia.

## Kościół parafialny
Kościół pw. Trójcy Przenajświętszej w Parciakach w 1905 został przeniesiony z Czarni, gdzie zbudowano go w 1823. Do 1912 był składany w Parciakach.

## Zabudowania parafialne

### Cmentarz przykościelny
W 1931 przy kościele, po prawej stronie wejścia, wystawiono figurę Maryi Niepokalanej. W 2005 nad figurą maryjną wystawiono kaplicę z dwuspadowym dachm. Przed kaplicą po lewej stronie ułożono duży głaz z logiem Roku Jubileuszowego, który wieńczy metalow krucyfiks z różańcem.
Obok stoi misyjny krzyż z napisem RATUJ DUSZĘ SWOJĄ. To pamiątka misji przeprowadzonych w dniach 24–31 maja 1987 przez pasjonistów. Bliżej wjazdu na teren kościelny stoi drewniany krzyż z 2022. Zastąpił krzyż z 1972. Na nowym krzyżu zamieszczono tabliczkę z napisem PAMIĄTKA MISJI ŚW. / 19–27 / VIII / 1972 r. / O.O. REDEMPTORYŚCI.
Od około 2013 w centrum stawu przy starej plebanii stoi figura Najświętszego Serca Jezusa, która wcześniej stała w kościele.
W 2019 na cmentarzu przykościelnym odsłonięto wystawę plenerową zdjęć historycznych Parafia Parciaki w fotografii. Jest to inicjatywa Stowarzyszenia „Przyjaciele Ziemi Jednorożeckiej”. Wystawa jest dostępna na stronie Jednorożeckiego Archiwum Społecznego.

### Dzwonnica
Drewniana dzwonnica, podobnie jak kościół, pochodzi z Czarni i została przeniesiona do Parciak w 1905. Datuje się ją na 1832. Stoi przy kościele. Zbudowano ją w konstrukcji słupowej na planie kwadratu. Wchodzi się do niej od południa przez drewniane, prostokątne, jednoskrzydłowe drzwi. Jest szalowana deskami. Jest dwukondygnacyjna. Kondygnacje rozdziela zadaszony gzyms. Budynek nakrywa namiotowy dach zwieńczony sterczyną i krzyżem. W górnej cofniętej kondygnacji okna mają formę prostokąta i są wypełnione drewnianymi żaluzjami. Kubatura dzwonnicy to 96,7 m³, a powierzchnia użytkowa – 14,4 m². W dzwonnicy wiszą dwa dzwony: jeden z końca XIX, drugi z XX wieku.
W czasie II wojny światowej jeden z dzwonów schowano w kościele, drugi na cmentarzu grzebalnym.

### Plebania
W 1906 wystawiono drewnianą plebanię. Stoi w sąsiedztwie kościoła. Zbudowano ją w konstrukcji zrębowej z drewnianych bali. Stoi na kamienno-ceglanym fundamencie. Ściany zewnętrzne oszalowano pionowymi deskami. Więźba dachowa jest drewniana, a dach dwuspadowy. Początkowo kryto go gontem, potem łupkami w układzie francuskim. W elewacji frontowej umieszczono ganek. W elewacji północnej jest przybudówka. Okna w plebanii są dwudzielne z nadślemiem, w ganku natomiast czteropoziomowe, dwudzielne, zamykane pełnym łukiem ozdobionym drewnianymi nadokiennikami. W budynku zamontowano drewniane płycinowe drzwi, jedno- lub dwuskrzydłowe.
Nowa murowana plebania powstała w latach 1989–1997.

### Cmentarz grzebalny
Wydzielono go ok. 100 m na wschód od kościoła, przy drodze do Dynaku. Na cmentarzu wchodzi się przez jedną z dwóch bram. Do cmentarza parafialnego przylega nekropolia z I wojny światowej.
Na cmentarzu stoi krzyż misyjny z 2014 z napisem WIERZĘ W SYNA BOŻEGO/ MISJE ŚWIĘTE / 4–11 MAJA 2014 R. / O.O. FRANCISZKANIE. Do 2014 stał tu wtórnie ustawiony drewniany krzyż z 1865.

## Liczba wiernych
- 1907 – 1036
- 1913 – 1185
- 1938 – 2280[2]

## Lista proboszczów
- ks. Walenty Mroczkowski (1906–1921)
- ks. Józef Jankowski (1921–1926)
- ks. Ferdynand Pajewski (1926–1931)
- ks. Józef Frydryszewski (1931–1934)
- ks. Julian Przygódzki (1934–1939)
- ks. Zygmunt Tadeusiak (1939–1945)
- ks. Jakub Zasada (1945–1947)
- ks. Józef Wójcik (1947–1953)
- ks. Stanisław Szczepkowski (1953–1960)
- ks. Zygmunt Sosnowski (1960–1964)
- ks. Eugeniusz Lubczyński (1964–1969)
- ks. Jan Krynicki (1969–1979)
- ks. Jan Kosin (1979–1990)
- ks. Zbigniew Adamkowski (1990–1994)
- ks. Aleksander Urynowicz (1994–1996)
- ks. Edward Pilarski (1996–2009)[12]
- ks. Dariusz Narewski (2009–2018)[2]
- ks. Zbigniew Kuczewski (2018–2020)[2][13]
- ks. Grzegorz Pęski (2020-2023)[13]
- ks. Cezary Ladziński (administrator) (2023–)[1]

## Obszar parafii
W granicach parafii znajdują się miejscowości:
- Dynak
- Parciaki
- Parciaki-Stacja
- Żelazna Prywatna
- Żelazna Rządowa
- Żelazna Rządowa- Gutocha[1][2].

## Galeria

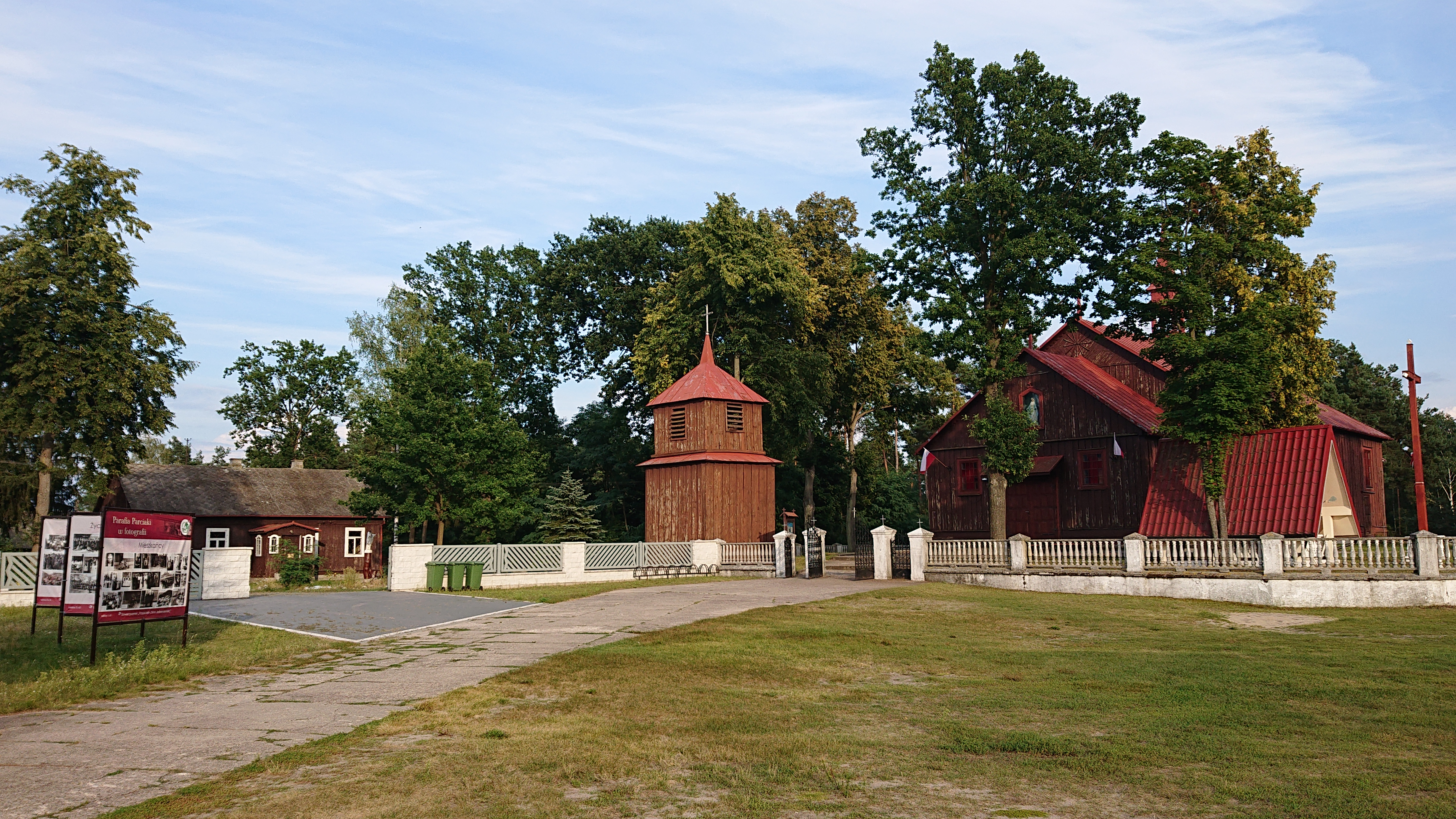
Kościół i jego otoczenie
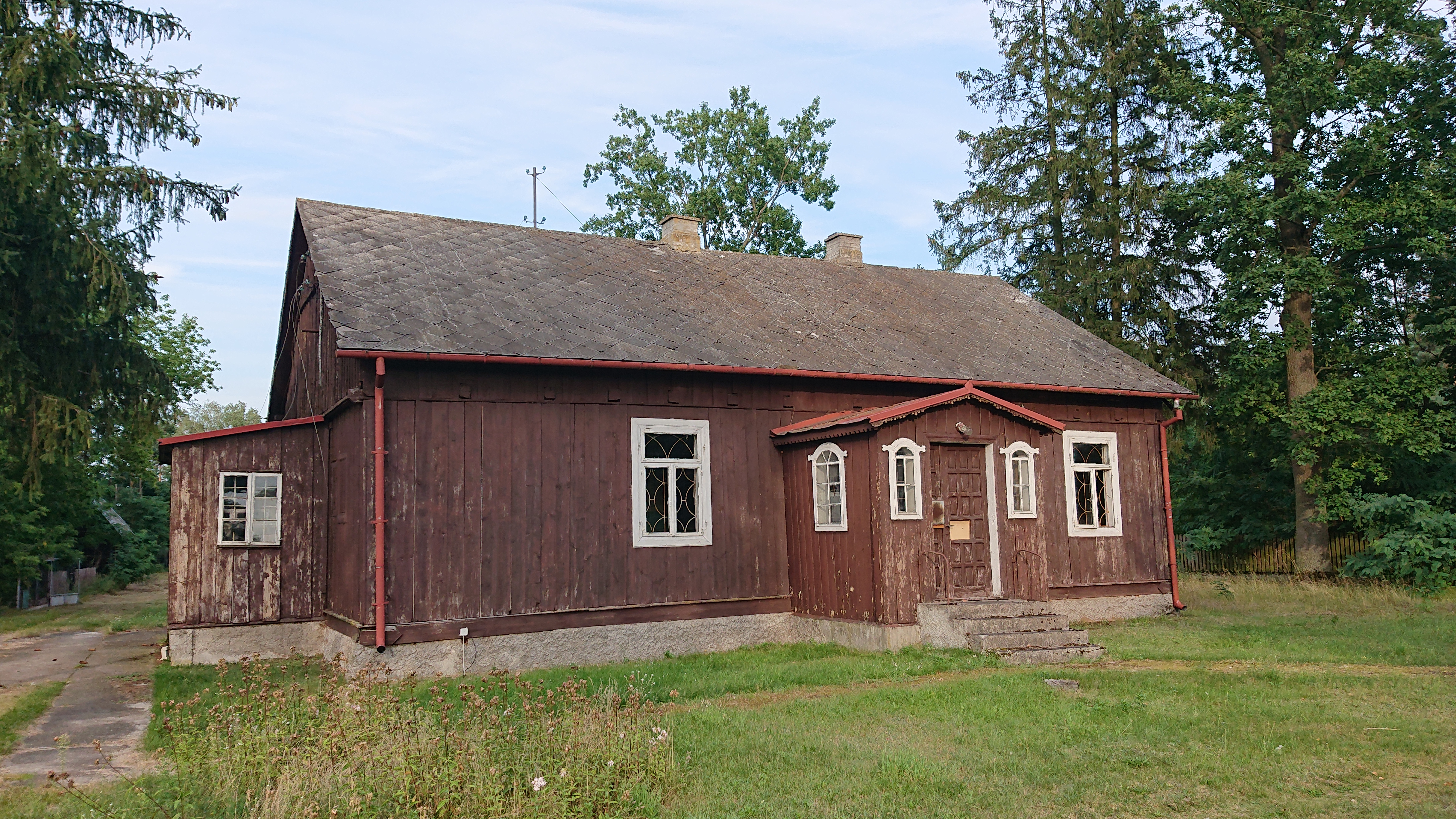
Stara plebania
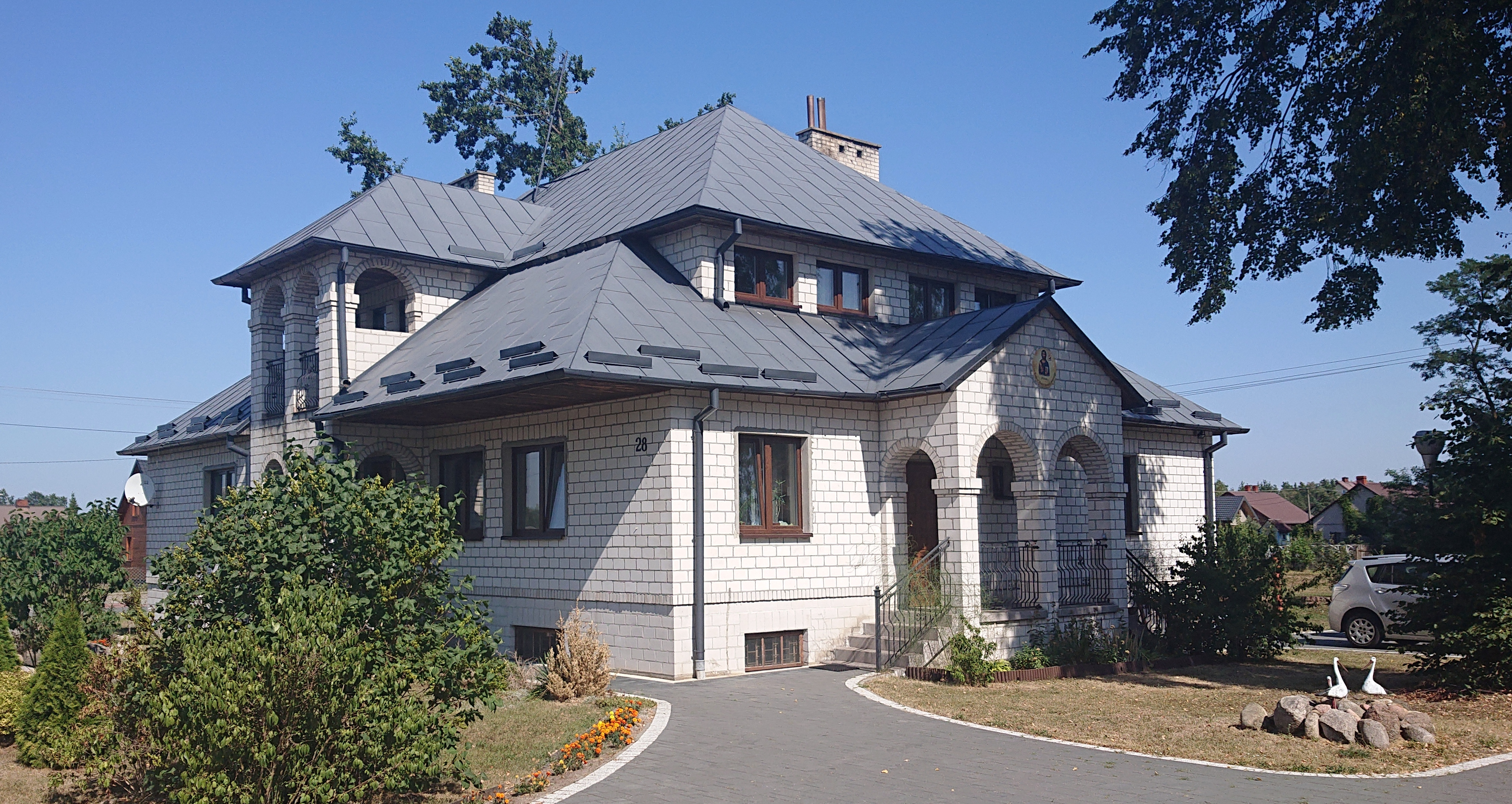
Nowa plebania
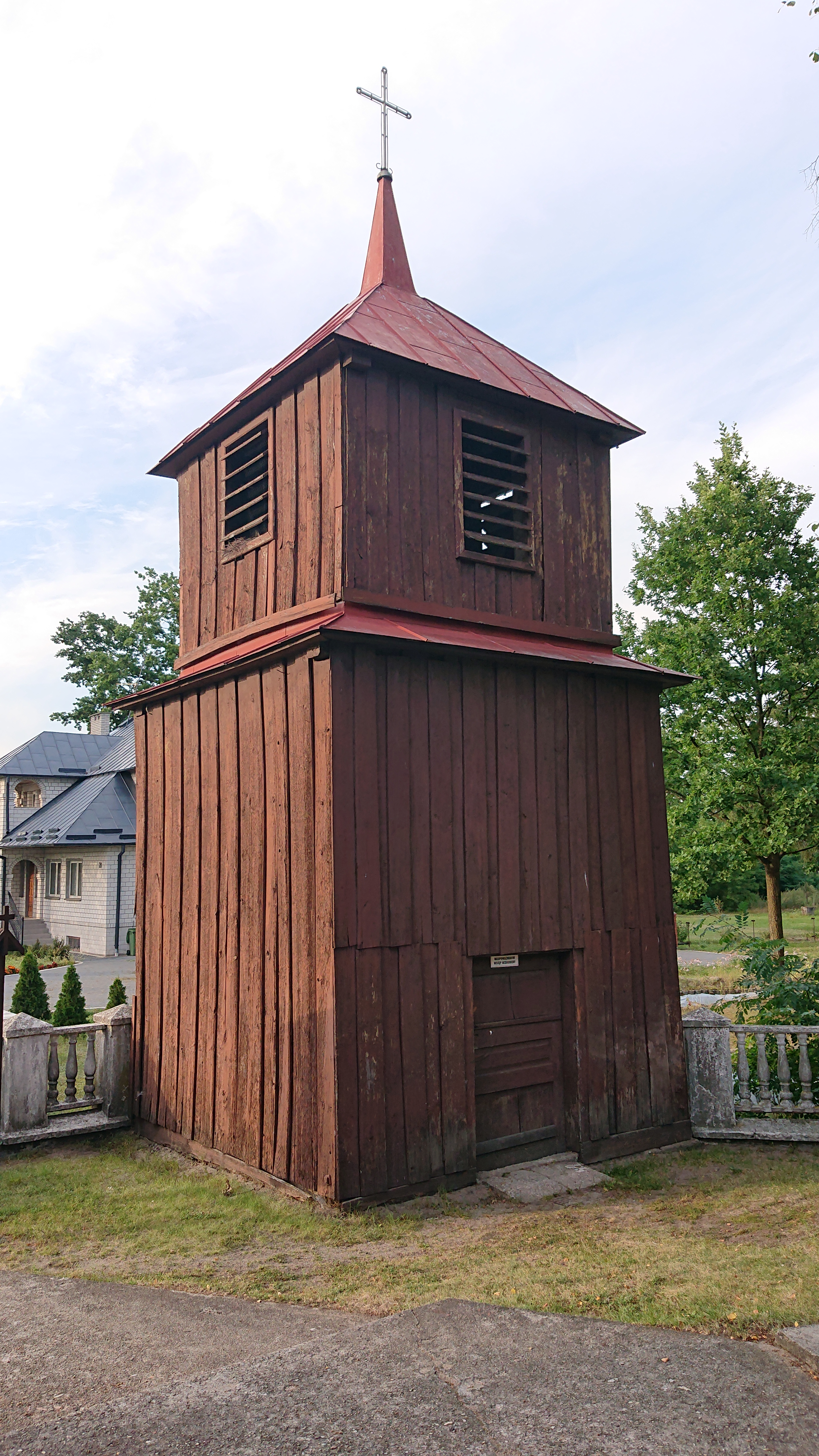
Dzwonnica
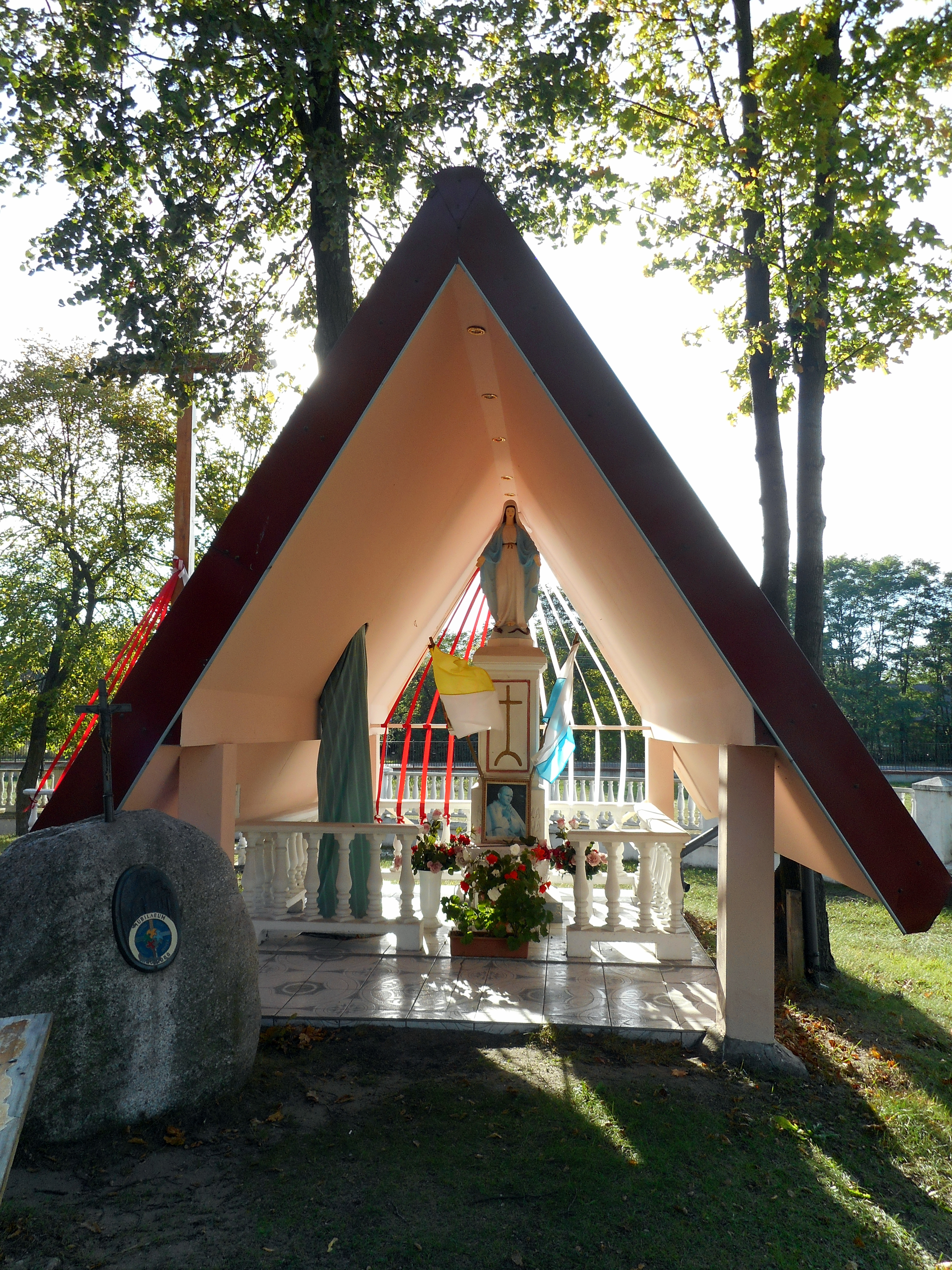
Grota maryjna przy kościele
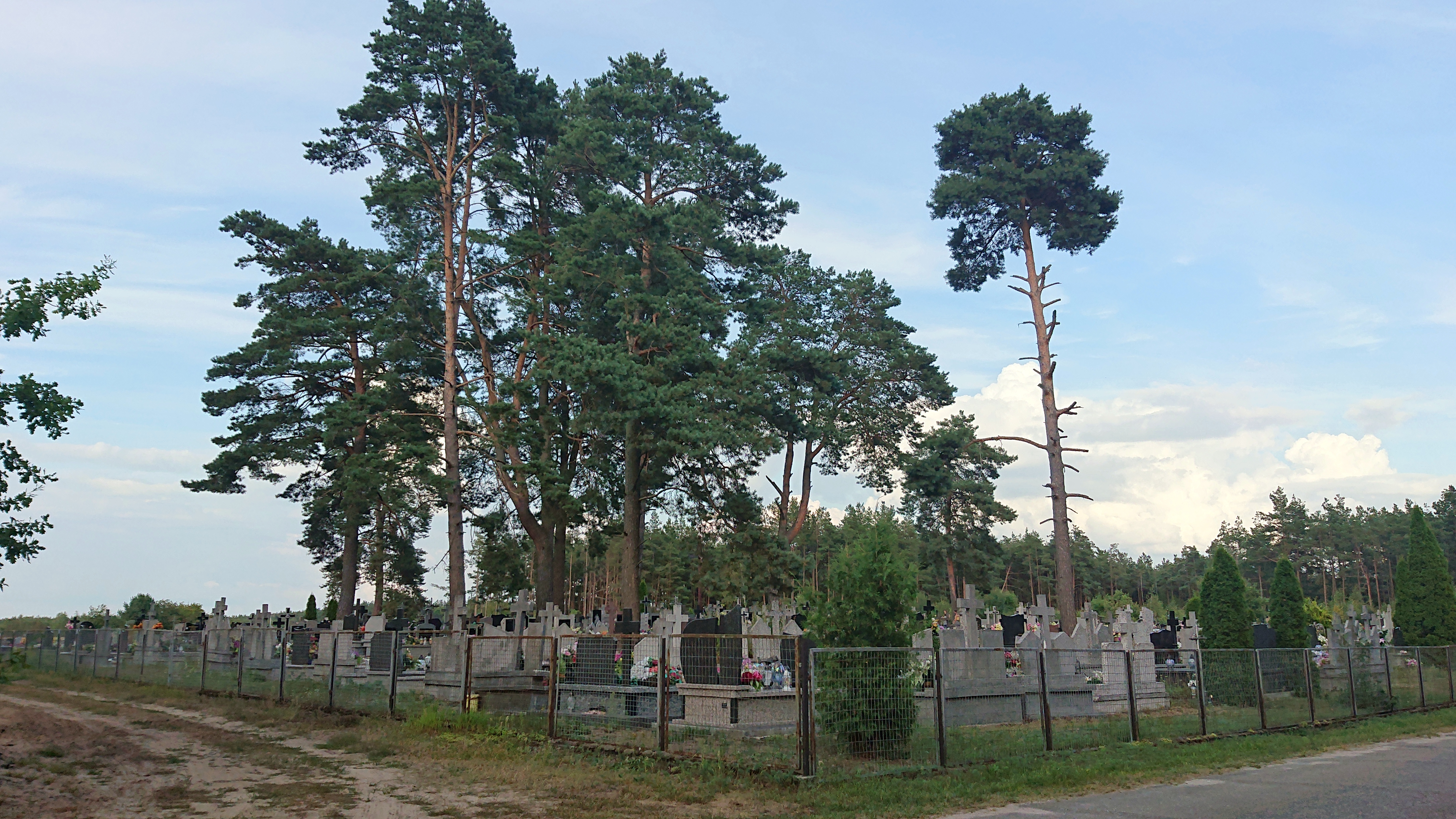
Cmentarz parafialny (widok na starszą część)
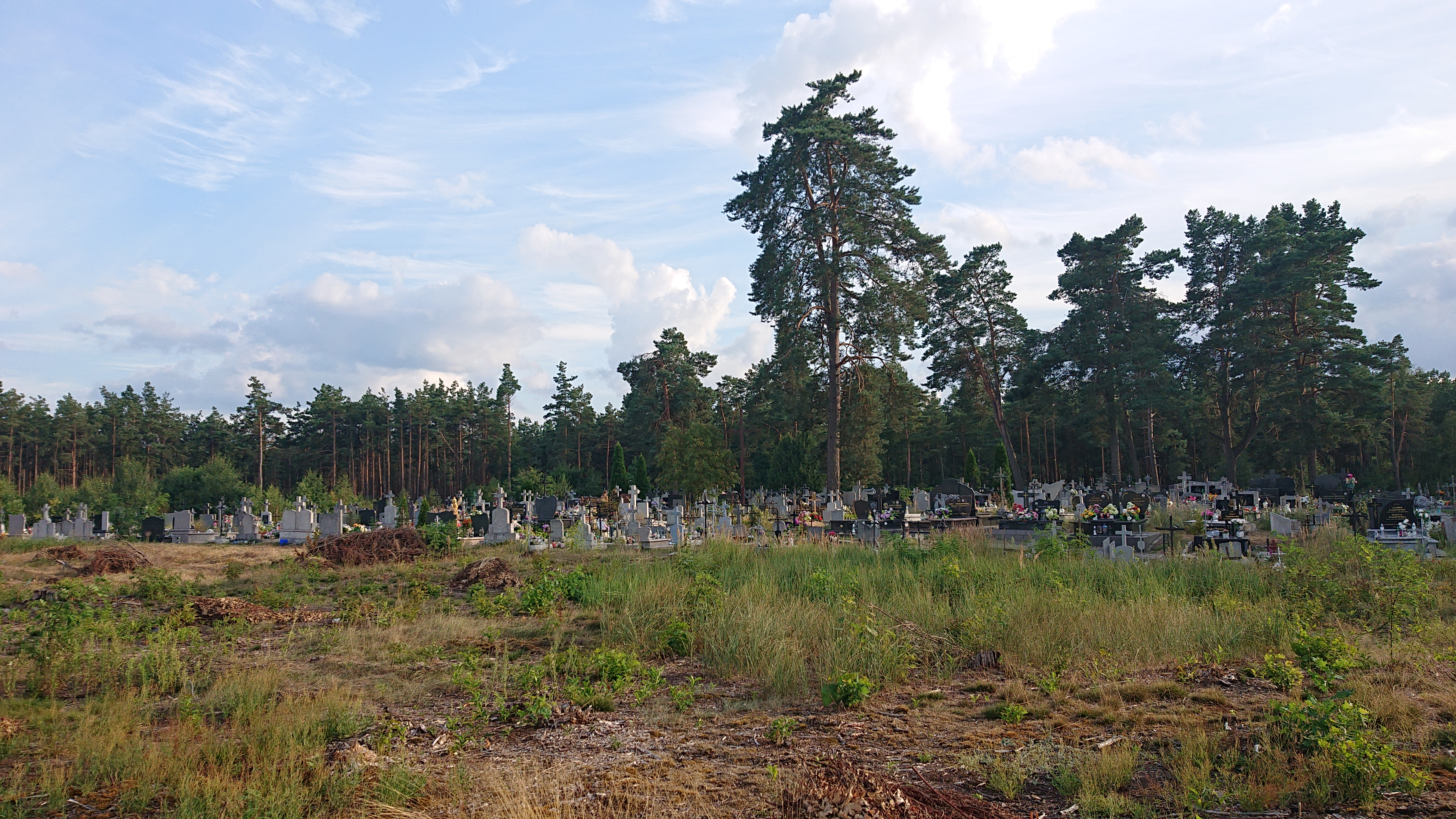
Widok na cmentarz od strony niezagospodarowanej jego części